# Dojička
Dojička (nizozemsky: De melkmeid nebo Het Melkmeisje) je olejomalba nizozemského barokního umělce Jana Vermeera. Původním majitelem obrazu byl Vermeerův mecenáš Pieter van Ruijven, v současnosti se dílo nachází v Rijksmuseu v Amsterdamu. Přesný rok dokončení obrazu není znám, Rijksmuseum odhaduje rok 1658, webová stránka Essential Vermeer uvádí časové rozpětí 1658 až 1661. Většina odborníků se shoduje, že námět si Vermeer patrně zvolil sám. Je málo pravděpodobné, že by si ho jeho mecenáš Ruijven objednal.

## Popis
Obraz ukazuje dojičku, tedy ženu, která dojí krávy a vyrábí mléčné výrobky, v prosté místnosti, jak opatrně nalévá mléko do podsadité hliněné nádoby na stole. Dojičky ve Vermeerově době již nepracovaly výhradně v kravínech a na farmách, ale velké měšťanské domy si je začaly najímat na péči o kuchyň a různé jiné domácí práce. Právě v takové měšťanské kuchyni je dojička zachycena. V tomto smyslu je tradiční název obrazu nepřesný, neboť zobrazena je spíše kuchyňská služka (která snad bývala v minulosti dojičkou). Na stole před dojičkou jsou také různé druhy chleba. Je to mladá, statná žena v elegantní lněné čepici, modré zástěře a pracovních rukávech vyhrnutých ze silných předloktí.

## Význam
Ve Vermeerově době měl obraz jasně erotický podtext, neboť dojičky i kuchyňské služky měly v nizozemské kultuře již stovky let pověst osob předurčených k lásce nebo sexu. Jsou v tomto smyslu zobrazeny na mnoha nizozemských obrazech. Někde je erotický aspekt zdůrazněn více (i za pomoci různých symbolů), jindy je zastřený jako na obrazu Vermeerově. Zastřenost spočívá i v tom, že dívce není vidět do očí a jsou tedy nejasnější i její pocity a nálada. Na druhou stranu Vermeer užil i tradiční symboliky takových obrazů - jedna z delftských dlaždic za služebnou, poblíž ohřívače nohou, zobrazuje Amora. Sám ohřívač nohou byl často používán umělci jako symbol ženského sexuálního vzrušení. Mezi další milostné symboly na obraze patří džbán se širokým hrdlem, který se často užíval jako symbol ženské vagíny. Pro většinu moderních recipientů se erotický aspekt z obrazu již vytratil, byť někteří tvrdí, že sexuální napětí stále cítí.
Existují ale i jiné výklady, podle nichž má dojička reprezentovat domácí klid, skromnost, pracovitost, šetrnost (chléb je okoralý a bude patrně využit k přípravě chlebového pudinku, aby nepřišel nazmar) a jiné měšťanské hodnoty 17. století.

## Přemalby
Zajímavostí je, že rentgenové analýzy odhalily přemalování dvou motivů. Jedním z nich byla velká nástěnná mapa za horní částí ženina těla. Nástěnná mapa nebyla v tehdejší nizozemské kuchyni ničím nepatřičným, velké mapy byly v Holandsku 17. století obvyklým způsobem, jak zdobit holé stěny. Stejně tak malíř z obrazu odstranil velký, nápadný košík (do něhož se ukládaly děti), který se původně nacházel ve spodní části obrazu. Smysl odstranění obou prvků je neznámý, patrně chtěl autor odpoutat pozornost diváka od pozadí. V případě mapy šlo možná i o jakousi chuť dokázat své schopnosti, neboť malování bílých stěn bylo - pro mnohé překvapivě - jednou z nejnáročnějších disciplín.